# Psychopathic Records
Psychopathic Records è un'etichetta fondata dai Insane Clown Posse. La sede principale si trova a Farmington Hills, Michigan.

## Storia
Gli Insane Clown Posse(Che a quei tempi si chiamavano "Inner City Posse") dopo poco aver pubblicato l'EP Bass-ment Cuts decidono di fondare una propria etichetta, ovvero la Psychopathic Records. Il primo lavoro pubblicato dall'etichetta è l'EP Dog Beats dei Inner City Posse e successivamente pubblica l'album di debutto ufficiale del gruppo, ovvero Carnival of Carnage. Successivamente, quando l'etichetta è ormai famosa, firmano per l'etichetta artisti come Twiztid.

## Artisti
1. Insane Clown Posse (fondatori dell'etichetta)
2. Soopa Villainz
3. Bloody Brothers
4. Ouija Macc

## Ex artisti
1. Project Born
2. Myzery
3. Esham
4. V-Sinizter
5. MC Breed
6. Axe Murder Boyz
7. Boondox
8. Twiztid
9. V-Sinizter
10. Esham
11. Drive-By
12. Zodiac Mprint
13. Twiztid
14. Cold 187um
15. Blaze Ya Dead Homie
16. Jumpsteady
17. Zug Izland
18. Young Wicked
19. Dj Paul
20. Dark Lotus
21. Blahzay Roze
22. The Hav Knots
23. Dj Clay
24. Vanilla Ice
25. The Killjoy Club
26. The Loony Goons
27. Lyte
28. Lil Rydas
29. Anybody Killa
30. Big Hoodoo